# Ламот, Лоран
Лоран Ламот (фр. Laurent Lamothe; род. 14 августа 1972, Порт-о-Пренс) — гаитянский политический деятель, премьер-министр с мая 2012 по декабрь 2014 года.

## Биография до политической деятельности

### Юные годы
Родился 14 августа 1972 года в городе Порт-о-Пренс. Его отец — Луи Ламот, доктор испанской литературы и основатель Института Лопе де Вега, мать — художница Жизлен Фортуни Ламот. Лоран рос в среде, близкой сразу науке, спорту и искусству. Старший брат Лорана, Рубен, некоторое время был капитаном национальной сборной по теннису. Сам Лоран также успел отдать теннису должное — в сборной он числился в 1994 и 1995 годах и выступал в Кубка Дэвиса.

### Предпринимательская деятельность
Закончить учёбу Ламот решил за пределами Гаити. Окончил частный католический университет Барри в Майами. Там он получил степень бакалавра политологии, Лоран переключился на деловое управление; степень магистра он получал именно по этой специальности. Во время обучения он зарекомендовал себя в высшей степени увлеченным и талантливым студентом и довольно общительным человеком в целом. Вскоре после окончания Университета он один из организаторов телекоммуникационной компании «Global Voice Group». В самом начале компания работала на сравнительно небольшом сегменте рынка; сейчас, «GVG» является одним из крупнейших поставщиков различных технологических решений на рынки развивающихся стран. Именно с её помощью Ламот принес современные телекоммуникационные технологии в Африку — что, в свою очередь, принесло ему в мае 2008 года звание «Предприниматель года». Не остался Лоран Ламот в стороне и от общественно-политической жизни своей родины, что в конечном итоге, привело его на пост специального консультанта при президенте Мишеле Мартейи. Дабы добиться большего и избежать возможного конфликта интересов Ламот оставил предпринимательскую деятельность и более к ней не возвращался.

## Биография политической деятельности

### Начальный этап
В сентябре 2011 года Ламот и бывший президент США Билл Клинтон возглавили Президентский Совет по экономическому развитию и инвестированию в Гаити, созданный президентом Мартейи. Предполагалось, что деятельность этого совета сможет помочь развитию Гаити путём привлечения иностранных инвесторов. С 24 октября 2011 года Ламот получил ещё более высокую должность, он стал министром иностранных дел. A занимал он этот пост по 6 августа 2012 года. Рассматривали его на тот момент, как в высшей степени компетентного и энергичного министра и талантливого предпринимателя, который сможет легко применить свои таланты на благо страны. В марте 2012 года ему было сделано предложение президентом Мишель Мартейи занять пост премьер-министра страны.

### Премьерство
После продолжительных разбирательств на тему национальности ряда политических деятелей-гаитян был издан специальный отчёт созданного комитета; в котором было сказано, что по поводу национальности Ламота никаких вопросов у комитета не осталось и 10 апреля 2012 года Сенат одобрил выдвижение Ламота. Одобрили кандидатуру Лорана Ламота и в Палате депутатов и с 16 мая 2012 года он стал во главе правительства Гаити, сменив на этом посту Гарри Кониля.
Осенью 2012 года Гаити сильно пострадало от урагана Сэнди и премьер-министр попросил мировое сообщество «поддержать усилия Гаити по спасению жизней и имущества». Жертвами урагана стали более 140 человек. Среди стран Карибского региона наиболее сильно от урагана пострадали Куба и Гаити. На острове ещё до конца не закончилось восстановление после разрушительного землетрясения 2010 года.
В 2014 году в стране обострилась ситуация в стране. На следующий год на Гаити планировались президентские выборы, но правительство приняло решение отложить их в связи с разногласиями по избирательному праву между правительством страны и группой оппозиционных сенаторов. Это вызвало демонстрации и протесты в стране с требованиями отставки президента и правительства. В результате этих событий Лоран Ламот 14 декабря заявил о своей отставке. До 21 декабря он исполнял обязанности главы правительства, затем его сменила министр здавохранения Флоренс Гийом.

## Факты
- Долгое время Ламот на посту премьер-министра Гаити являлся одним из самых молодых из действующих руководителей государств мира.